# Pops in Seoul
《Pops in Seoul》(팝스 인 서울)은 대한민국의 음악 프로그램으로, 아리랑국제방송에서 방영되고 있다. 현재 진행자는 (에이스) 멤버 김병관이다.
(스트레이 키즈) 멤버 필릭스가 MC를 맡았었다. 이 프로그램은 ViKi에서도 방영되며, 여러 언어의 자막으로 시청이 가능하다.

## 진행자
김병관 (에이스)

### 이전 진행자
필릭스 (스트레이키즈)

## 같이 보기
- SBS
- 한국방송공사
- 문화방송
- 엠넷
- 아리랑국제방송
- JTBC
- MBC M
- SBS M